# Heinrich Hopf
Anton Heinrich Max Hopf (* 22. März 1869 in Bayreuth; † 10. März 1929 in Frankfurt am Main) war ein deutscher Politiker (SPD).

## Familie
Hopf war der Sohn der Aufwärterin Henriette Hopf. Er war evangelischer Konfession und heiratete am 30. Juni 1893 in Frankfurt am Main Johanna Georgina Kolb (* 9. Oktober 1867 in Bayreuth), die Tochter des Tagelöhners  Georg Kolb und der Margarethe Mayerot.

## Leben
Hopf machte eine Lehre als Tapezierer und kam Anfang der 1890er-Jahre nach Frankfurt am Main. Dort arbeitete er als Ausläufer für ein Handelsgeschäft. Er gehörte zu den Gründungsmitgliedern des Vereins der Ausläufer, der später im Verband der Handels- und Transportarbeiter und dann im Verkehrsverbund aufging. Seit 1900 arbeitete er als Erheber bei der Ortskrankenkasse und ab 1912 als Verwaltungsbeamter (seit 1924 als Geschäftsführer, seit 1927 Vorsitzender) beim Konsumverein Frankfurt am Main.
Kommunalpolitisch war er im Ortsverband der SPD in Frankfurt-Bockenheim tätig. Er wurde 1909 Stadtverordneter in Frankfurt am Main und war dort nach der Novemberrevolution 1919–1924 Stadtverordnetenvorsteher.
1917–1928 war er Mitglied des Nassauischen Kommunallandtags sowie des Provinziallandtags der Provinz Hessen-Nassau für den Stadtkreis Frankfurt am Main. Vor 1921 Mitglied des Finanz- und Ältestenausschusses des Kommunallandtags. Er war 1921–1928 Vorsitzender bzw. Präsident des Kommunallandtages und 1920–1928 Präsident des Provinziallandtages. Seit 1926 war er stellvertretendes und ab 1927 ordentliches Mitglied im Landesausschuss. Nach seinem Tod rückte Marie Bittorf für ihn in den Kommunallandtag nach.
1927 bis 1928 gehörte er dem Verwaltungsrat der Nassauischen Landesversicherungsbank an. 1927 wurde er zum Ehrensenator der Philipps-Universität Marburg ernannt.